# Iharos
Iharos egy község Somogy vármegyében, a Csurgói járásban, a Zalaapáti-hát területén.

## Fekvése
Iharos a Kelet-Zalai-dombság és a Belső-Somogy homokvidéke határán terül el. A jelenlegi falu, mint azt a 2. katonai felmérés térképei is bizonyítják, a 19. század második felében alakult ki, Iharos község és Sukorot puszta egyesülésével.
A közvetlenül határos települések: észak felől Iharosberény, kelet felől Kaszó, délkelet felől Somogycsicsó, dél felől Csurgónagymarton, délnyugat felől Porrog, nyugat felől pedig Liszó.

### Megközelítése
Csak közúton érhető el, legegyszerűbben a 61-es főútról Iharosberény nyugati részén délnek fordulva, a Berzencétől Csurgón át Iharosberényig vezető 6819-es úton, körülbelül 2,5 kilométeres letéréssel. Utóbbi útból a déli határszélén ágazik ki keleti irányban a Somogycsicsóra vezető 68 113-as számú mellékút is.

## Nevének eredete
Az Iharos név eredeti jelentése juharfával benőtt terület, és a falut körülvevő táj jellegére utal. Az ihar a juhar népnyelvi alakja. Más magyarázat szerint a helynév közvetlen előzménye az Iharos személynév volt, melynek végső eredete ugyanaz. Több névalakban írva is szerepel a történelem során, például Iharus, Hyharus, Ilia és Iháros. Ez utóbbi név változat mindmáig használatos az idősebb generációk körében.

## Története

### Iharos ókora
Az ókori és korai középkori történelemről nem sokat tudni, annyi bizonyos, hogy lakott volt a vidék mind a rómaiak, a frankok, és avarok idején is.

### A honfoglalástól a török világig – A falu első templomának építése
E vidéken a honfoglalás után valószínűleg a magyarok mellett a kabarok egyik törzse telepedett le, erre utal a szomszéd község Iharosberény neve (a berényi szó kabar, besenyő törzsnév). Lehel és Bulcsú birtokai közé tartozik a vidék egészen az augsburgi vereségig. Utána egész Somogyország Koppány és családja birtokolják Szent István uralkodásáig. A Koppány-féle lázadás leverése után büntetésből egész „Somogyország” a pannonhalmi apátnak volt köteles tizedet fizetni. A község ekkori történelméről nem sokat tudunk, mivel konkrét írásos emlék nincs ebből az időszakból. A népemlékezet beszél a "veres barátokról", amely valószínűleg a Csurgói Johannita Lovagokra utal, továbbá itt tevékenykedő apácákat is említenek, amelyre egyelőre semmilyen írásos vagy tárgyi emlék nem utal, ez utóbbi vélhetően inkább valamelyik nem kanonizált női begina rend lehetett.
Iharos nem volt város, de jelentős és gazdag múlttal rendelkezik. A középkor idején többször előfordult, hogy változott a település megyei hova tartozása, így előfordult, hogy nem Somogy vármegyéhez tartozóként, hanem zalai településként tűnik fel oklevelekben. Első okleveles említése egy 1268- ban kelt IV. Béla kori oklevél, amelyben Iharos fia Gergely a falu birtokosa. Ebben az időszakban élte a község első virágkorát, hiszen a kor közlekedési viszonyai tekintetében, a települést érintő középkori úthálózatnak a maitól eltérően egy fontos útkereszteződése volt található Iharos területén, az egyik a Pogányszentpétert és Berzencét összekötő út volt, amely nagyobbára megegyezett a mai út nyomvonalával. A másik egy, a Zala vármegyei Surd irányába vezető út, amely segítségével egyszerűbb volt az eljutás Zákányba, ennek az útnak nyoma  egy helyen még ma is fellelhető az iharosi szőlőhegyben (a középkorban Berzencén és Zákányban is vár állott).
A falu régi temploma az 1200-as évek végén épülhetett - az építésének pontos ideje nem ismert. Építészeti stílusa a romanikát a gótikával ötvözi. A templomot valószínűleg a johannita rend építette, a helyi hagyomány úgy tartja, hogy későbbiekben a török világ előtti évtizedekben a pálos szerzetesrend tulajdona lett, valamint kolostora is volt itt a pálosoknak, de nagyobb valószínüsége annak, hogy valamelyik másik rendé lehetett (a kolostor vélt helye egyelőre még feltáratlan). A templom érdekessége a négyszögletes alaprajzú torony, ami Magyarországon leginkább a Balaton-felvidéken fordul elő (pl: alsódörgicsei romtemplom).
A kiskirályok bukása utáni időszakból folyamatos írásos emlékeink vannak a faluról, 1333-ban Mihály atya (Michael de Joharas) volt a plébános, aki a segesdi főesperességnek fizetett tizedet. 1344-ben egy oklevél Iharus majd 1420-ban egy másik Hyharus írásmóddal említi Iharost. 1373-1460 között a Kanizsai család birtokai közé tartozik a község, 1460-ban Kanizsai László erdélyi vajda és Vas vármegyei főispán elzálogosította  Polányi Tamás vasi alispánnak. Később a Kanizsaiak visszavásárolták, és az övék is maradt a család férfiágának kihalásáig, illetve Kanizsai Orsolya házasságáig, amikor a család egész birtoka Nádasdy Tamás nádor uradalmába került (1536). Eközben a török betörések sem kerülik el a falut.

### Iharos a török időkben
Mohács után az első török támadások miatt a község lakossága a pestis és éhínség következtében néhány esetben annyira megcsappant, hogy a kihalás veszélye fenyegette. 1551-ben az iharosi jobbágyok kérelemmel fordultak földesurukhoz, hogy orvosolja sérelmeiket, amelyek a rendkívüli hadiadók következtében szenvedtek el. Ugyanebben az évben Zele Jakab levelet írt Csányi Ákos kapitánynak, Nádasdy emberének, hogy meg kell erősíteni az iharosi szentegyházat, és a szentpéteri klastromot, nehogy a török elfoglalja és „latrok barlangjává” váljék. Innen ered valószínűleg a néphagyományban az iharosi templom pálos múltja. Az erődítések valószínűleg elkészültek, hiszen a kanizsai vár mintegy ötvenfős vallon zsoldosokból álló helyőrséget állomásoztatott a faluban.
1559-ben a koppányi (értsd: Törökkoppány) bég levelet írt az iharosi, csicsói és a szentpáli bírókhoz, hogy jelenjenek meg előtte. 1560-ban Kanizsa, Csurgó, Berzence, Babócsa és Segesd még magyar kézen lévő várak voltak, valószínűleg Iharos is. 1566-ban Szigetvár elesett, Iharos is ekkor néptelenedett el először. 1567-ben öt ház volt a községben, az 1571-es török összeírás alapján mindössze hét ház, 1580-ban ismét elnéptelenedett a falu, 1598-99-ben Kanizsa várának tartozékaként említik a falut.
A 17. században vendek települtek Iharosra, s a község később is nagyobbrészt vend nemzetiségű volt. Mára ez a lakosság asszimilálódott.
1626-27-ben Ráttky Menyhért lett a falu birtokosa. 1631-ben az evangélikusok kijavították és használatba vették a katolikus templomot, lelkészük a Túróc vármegyei Simonides Tamás. 1664-ben Zrínyi téli hadjárata során visszafoglalta Berzencét és Babócsát, Iharos ekkor ütköző területté vált a kanizsai törökök és Zrínyi csapatai között. 1686. november 24-én Kaposvárt visszafoglalták a töröktől, majd 1689-ben Szigetvár is visszakerült. Amikor 1690. április 13-án a kanizsai törökök kapituláltak, Iharos már a császári csapatok ellenőrzése alatt állt.

### Kibontakozás a török kiverése után
A Rákóczi-szabadságharcról nincsenek a községben fennmaradt emlékek. 1715-ben 8 háztartásról tudunk, vannak evangélikusok és katolikusok, a földesurak a Kisfaludyk. 1720-ban 101 lakója van a községnek. 1726–1733-ig Inkey János a község földesura és ettől kezdve 1948-ig az Inkey család birtoka. 1778-ban a község lakossága 377 fő, ebből 305 a katolikus, 72 evangélikus. 1773-ban már római katolikus iskola működött a községben, ahol Tóth János tanító írást, olvasást és hittant tanított. Az iskolának 6 tanulója volt, ez az iskolaépület a középkori templom mellett állhatott valahol a temetőben, a tanító pedig a templom kórusában lakott.
A falu régi temploma a II. József korabeli első katonai felmérés (1782-1785) szerint erős, masszív épület volt, amelynek állaga a későbbiekben folyamatosan romlani kezdett, ezért 1815-ben veszélyesnek minősítették és lebontották a tornyát, majd hamarosan az egész épületet. A mai katolikus templom 1823 és 1825 között épült, klasszicista stílusban. Hegyes sisakú tornya, félköríves szentélye és két boltszakaszos hajója van, illetve a templom alatt található az Inkey család kriptája. Az új templomot Pétsy János plébános építtette, aki az iharosi temetőben nyugszik. 1800-1840-ig a marcali járáshoz tartozott a falu.
Az 1848–49-es forradalom és szabadságharc nem múlt el nyomtalanul Iharosban sem, ekkor ugyanis az Inkey család felszabadította a jobbágyait, amelynek következtében 27 jobbágy és 2 zsellér kapott telket. 1848 szeptemberében Jellasics horvát bán segédcsapatainak átvonulását az iharosi „partizánakciók” nehezítették meg kisebb sikerekkel az iharosi szőlőhegy területén. Úgy tartják a helyi öregek, "Iharos arról híres", hogy Jellasics bán gombamérgezést kapott a faluban, persze ez csak legenda. A honvéd toborzás alkalmával 22 iharosi 19 és 22 év közötti férfi jelentkezett honvédő szolgálatra 1848 szeptember 8-án, akiknek nevét emléktábla őrzi a Községháza udvarán álló szabadságharcok kopjafáin!

### A szabadságharc után – Az Inkeyek fénykora
Az egykori katolikus iskola épületét Császár Antal plébános építtette az 1800-as évek második felében, majd az 1920-as években újabb tanteremmel bővíttette Adó Mihály esperes plébános. 1860-ban báró Inkey Lajos háromszintes kastélyt építtetett szecessziós stílusban. Eredetileg egy kb. 7 hektáros park tartozott a kastélyhoz, ez francia park elrendezésű sövényeket, gruppokat és nagyon sok fakülönlegességet tartalmazott. A park nyugati szomszédságában helyezkedett el az úgynevezett „kertészkert”, ahol bolgárkertészet folyt. 1870-ben a község lakossága 1066 fő volt és a népesség egészen 1900-ig növekvő tendenciát mutatott, ekkor már 1208 lakója volt Iharosnak. Ezt a lélekszámot többet már nem érte el a község, bár a továbbiakban is 1000-1100 fő között mozgott a lakosság annak ellenére, hogy az első világháborúban is sok iharosi elesett.
Az iharosi temetőben nyugszik Eötvös Józsefné, a nagy író és kultuszminiszter özvegye, aki lánya házassága révén került Iharosba. Eötvös Jolánta 1866-ban kötött házasságot báró Inkey Istvánnal, ebből adódóan többször is jártak szülei Iharosban. 1871-ben meghalt Eötvös József. Felesége ekkor költözött vidékre a lányához és itt is élt egészen haláláig, 1913-ig. Utolsó kívánsága ez volt: „Férjem a nemzet halottja én a nép halottja akarok lenni. Engem ne temessetek kegyúri templom kriptájába, én a falusi temetőben akarok nyugodni.” E kérését azzal magyarázták, hogy nagyon jó kapcsolatot ápolt a köznéppel.
Az Inkeyek idejében a második virágkorát élte a falu, 1894-ben tűzrendőrség alakult, 1910-ben létrejött az iharosi gazdák szövetsége. Az 1914-1918-ig tartó I. világháborúban nagyon sok férfi esett el, emléküket őrzi a katolikus templom falán található emlékmű. A nagy gazdasági világválság Iharosban is éreztette hatását; ez az időszak sok nehézséget okozott a gazdáknak. A 20. században a két világháború között jó néhány szervezet alakult a községben. 1928-ban megalakult a katolikus legényegylet, megalakult a későbbiekben a helyi leventeegyesület, majd később lövészegylet is alakult, melynek elnöke a báró lett.
Inkey Pál (aki egyébként a térség országgyűlési képviselője is volt) ideje alatt érte el a teljességét a család gazdasága. Nyersolajjal hajtatott malma volt, fűrésztelepe, országosan is jelentős szarvasmarha állománya. Az erdő és vadgazdasága szintén országos eredményeket mutatott fel, amelyhez nagyban hozzájárult a kitűnő erdész Metzli Kamill szaktudása is. Ő alakította ki a kastélyparkot, illetve létrehozta az ágneslaki arborétumot, amely közel 40-fajta fenyőt tartalmaz. Pál báró volt az első somogyi nemes, aki dupla ablakokat rakatott a cselédek házaira.
1937-ben a falu lakossága 1078 fő volt, körjegyzősége Iharosberény. A második világháború is jó néhány férfit vett el a falutól; az ő emlékművüket 1989-ben avatták fel, amely szintén a katolikus templom falán található. 1945-ben a nyilas katonák követelték a község bírójától, Lőczi Józseftől, hogy adja ki a falu leventéit, ezzel pótolván a német hadsereg katonahiányát. A bíró ezt megtagadta, mire a nyilasok vezetője elmozdította a posztjáról és bejelentette, hogy másnap kivégzik. A kivégzést a megérkező orosz katonák akadályozták meg.

### A világháborúk utántól napjainkig
A településen 1950-ig volt bíró és Iharosberényben a körjegyzőség, utána községi tanács működött a faluban. Az 1950-es években megalakult az iharosi TSZ., amely később egyesült az iharosberényi termelőszövetkezettel. Az 1956-os események Iharosba is eljutottak, bár komolyabb atrocitás nem történt, tüntetésen kívül. Az 50-es és 60-as években amatőr színjátszó csoport működött a faluban, amelyben a község fiataljai vállaltak szerepet. 1968-tól megszűnt a községi tanács, csak tanácskirendeltség volt a községben. A 60-as évek elejétől a községben mozi is működött egészen a 80-as évek közepéig, ekkor pénzhiány miatt szűnt meg. A településen katolikus és evangélikus vallásúak laknak. A katolikus templom mellett a településen az evangélikus gyülekezetnek is van temploma. Az evangélikus hívek az  egykori iskolájukhoz haranglábat építettek az 1800-as években klasszicista stílusban, amelyet 1967-ben elbontottak és ezt követően építette Hegyháti János és Horváth János a jelenlegi evangélikus templomot.  Szintén ekkortájt, termálforrást találtak a Rákóczi utca végén, Nagyréten, amely a mai napig kihasználatlan.
1978-ban hatalmas kár érte a községet, ekkor robbantották fel az Inkeyek kastélyát, amelynek faszerkezete szakemberek szerint a környező fagomba betegség áldozatává vált, a helyiek szerint inkább ideológiai oka volt az épület megsemmisítésének, nem annyira a nevezett gomba betegség.
A községnek van óvodája, amely először a kastélyban működött, majd megépítették a jelenlegi épületet. 1980. szeptember 1-jéig alsó tagozatos iskola működött Iharosban, az egykori katolikus iskola épületében, ezt az állam körzetesítő politikája szüntette meg. A 80-as években működött egy környezetvédő csoport a községben, amely országos hírű volt, de azóta megszűnt.
1990-ben az első önkormányzati választás után a település önálló lett iharosberényi körjegyzőséggel. 1998-ban nyugdíjas klub alakult a községben Hangulat Klub néven, mely 2018-ban Hagyományőrző Hamgulat Klub névre változtatta nevét, kulturális tevékenységük mellett, számos hagyományőrző rendezvényt tartanak a faluban, úgy mint májusfa állítás és kitáncolás, pünkösdi király választás, kézi szerszámos aratás, új kenyér ünnepe, Márton Nap. 1999. január 23-án gyermek és ifjúsági önkormányzati választások voltak, majd február 6-án hivatalba lépett az Ifjú Titánok Köre Gyermek és Ifjúsági Önkormányzat, sajnos a 2010-es évekre a csökkenő helyi fiatal népesség miatt elsorvadt ez a szerveződés. 2000. október 13-án alakult,  a Szent László Király Lovagrend, amely fontos kutatásokat végez a település feltáratlan történelmi múltjával kapcsolatosan, kutató munkájuknak köszönhető a község középkori templomának régészeti feltárásának elindítása. Ezen kívül a lovagkor szellemiségét és Szent László király emlékét szándékozik felidézni napjainkban, előadások, középkori harci bemutatók, ifjúsági programok keretén belül, valamint erősíteni kívánja a lokálpatriotizmust és a magyarságtudatot. E két szervezetnek köszönheti a település az országos hírű rendezvényét a Szent László Napokat, amelyet 2000 óta minden évben megrendeznek. Az esemény központi témája a középkori, fegyveres hagyományőrzés és harcművészet, valamint helyi és térségbeli kulturális csoportok bemutató valamint koncertek és neves előadók műsorai tarkítják a rendezvény palettáját. Napjainkra a rendezvény teljes neve Iharos Szent László Napok- Régi Korok Fesztiválja. 2001-ben megalakult a Polgárőr és Tűzoltó Egyesület is a községben, mely a település közbiztonságának a  javítására hivatott, valamint alapvető tűzoltási feladatai voltak. Később 2009-ben a tűzoltó tevékenységet  kivették az egyesület feladatai közül, majd 2017-ben az egyesület is megszűnt, jelenleg a polgárőri feladatokat a csurgói polgárőr egyesület kötelékében látják el a helyi polgárőrök. 2003 októberében megszűnt a településen a postahivatal, helyét a mobil posta, illetve egy önkormányzat által működtetett postai szolgáltató hely vette át.
Napjainkban a község a lakónépessége enyhe emelkedést mutat (2019-ben512 fő). A települést szép természeti környezet, jelentős erdőállomány veszi körül, tiszta, friss levegővel, amely akár turizmus szempontjából is kihasználható lehetne. A népesség ingadozásból adódóan egyre több az üresen álló lakóház, melyek közül sok ház a két világháború közötti időszak stílusjegyeit őrzi, és a még menthető értékek közé tartoznak, ugyanakkor jó néhány 60-as és 70-es években épült ház is üres. A faluban fellelhetők még köztéri kerekes kutak, amelyeket az önkormányzat 2003-ban helyi védettségűvé nyilvánított, csakúgy mint az egykori kastélypark területén található jégvermet. Számos útszéli kereszt látható a településen, és az iharosi szőlőhegyen is. A szőlőhegyben a legtöbb helyen már nem folyik szőlőtermesztés, szintén az elhalálozásokból adódóan számos présház és szőlőültetvény áll gazdátlanul, amelyek szintén a falu jellemző értékei lehetnének megfelelő felújítás után. A helyi katolikus egyházközség temploma a vármegye egyik legszebb klasszicista temploma, amely szintén felújítást igényelne, a kis létszámú hívőközösség adományai ezt nem teszik lehetővé.
A községben 2007-ben 454 fő élt és összesen 197 lakás volt.

## Közélete

### Polgármesterei
- 1990–1994: Katona József (Társadalmi Egyesülések Szövetsége)[8]
- 1994–1998: Katona József (független)[9]
- 1998–2002: Kisházi Ferenc (független)[10]
- 2002–2006: Kisházi Ferenc (független)[11]
- 2006–2010: Kisházi Ferenc (Somogyért)[12]
- 2010–2014: Horváth Győző (független)[13]
- 2014-2019: Horváth Győző (Fidesz)[14]
- 2019–2024: Horváth Győző (Fidesz-KDNP)[15]
- 2024– : Horváth Győző (Fidesz-KDNP)[1]

## Népesség
A település népességének változása:
| Lakosok száma | 460  | 454  | 512  | 439  | 433  | 421  | 427  |
|               | 2013 | 2014 | 2019 | 2021 | 2022 | 2023 | 2024 |

A 2011-es népszámlálás során a lakosok 95,3%-a magyarnak, 21,2% cigánynak mondta magát (4,7% nem nyilatkozott; a kettős identitások miatt a végösszeg nagyobb lehet 100%-nál). A vallási megoszlás a következő volt: római katolikus 77,2%, református 1,3%, evangélikus 6%, görögkatolikus 0,2%, felekezet nélküli 3,1% (10,9% nem nyilatkozott).
2022-ben a lakosság 84,3%-a vallotta magát magyarnak, 0,9% németnek, 0,5% cigánynak (15% nem nyilatkozott; a kettős identitások miatt a végösszeg nagyobb lehet 100%-nál). Vallásuk szerint 57% volt római katolikus, 6,5% evangélikus, 2,5% református, 0,9% görög katolikus, 1,2% egyéb keresztény, 0,5% egyéb katolikus, 4,6% felekezeten kívüli (26,8% nem válaszolt).

## Nevezetességei

### Római katolikus templom
A község régi, történelmi központjában található a klasszicista stílusú, Gyümölcsoltó Boldogasszony tiszteletére szentelt római katolikus templom, amely a korábban a temetőben állott Árpád-kori templom elbontott anyagának felhasználásával épült.
1823 és 25 között épület a templom melyet 1827-ben szentelték fel az Angyali üdvözlet tiszteletére, a templom építtető Pétsy János plébános sírja az iharosi temetőben található. Hegyes sisakú tornya, félköríves szentélye és két boltszakaszos hajója van, mennyezete freskókkal díszített. A templom oltárképe az 1827-ből való Pesky József munkája az Angyali üdvözletet, azaz Jézus születésének hírül adását ábrázolja eléggé sajátos formában, hiszen a megszokottól eltérően az angyal nem szemben áll a Szent Szűzzel, hanem a mennyből ereszkedik, alá közölve a hírt, míg Mária mélyen meghajolva fogadja azt.  A templom klasszicista főoltára az oltárképpel egyidős.  A templom búcsúünnepe, régi hagyományokban gyökerezve, nem március 25-én van megünnepelve, hanem mindig a húsvét utáni vasárnap, az elődök amiatt döntöttek így, mert Gyümölcsoltó Boldogasszony ünnepe mindig böjtbe esik, amikor nem engedélyezett a vígság, az igazi ünneplés.
A Bal oldali mellékoltár, melyet a helyiek csak Fehér Mária oltárnak neveznek (a szobor és az oltár anyagának színe miatt) az egyik helyi gazda Szörcsök József ajándéka 1939-ből, mivel fogadalmat tett ha szerencsésen hazatér az I. Világháborúból, akkor egy oltárt emeltet a templomban.  A jobb oldali kisebb Szent József mellékoltárt, ugyanakkor Horváth Jánosnak és feleségének Takács Katalinnak egyéb okokból nem engedték meg hasonló nagyméretű oltárral kicserélni.
A Szembemiséző oltár Dara József helyi ácsmester munkáját dicséri, melynek elején Jézus és az Emmauszi tanítványok nevű faragvány került elhelyezésre a 90-es évek elején.  
Az orgona egy manuálos 1935-ben készült Barakovics János rákospalotai orgonaépítő mester műhelyében. A toronyban, napjainkban 2 harang lakik, mivel a II. Világháború alatt a középső harangot a német hadiipar számára lefoglalták és elvitték.
Az épület altemplomában kriptafalak őrzik az Inkey család tagjainak földi maradványait. Olyan jelentős nemesi családok leányági leszármazottai nyugszanak itt, mint például báró Pallini Inkey Istvánné született báró Vásárosnaményi Eötvös Jolánta, az író és kultuszminiszter báró Eötvös József leánya és a híres fizikus Eötvös Loránd testvére, vagy báró Pallini Inkey Józsefné született Apponyi Teréz, aki a Trianoni Békeküldöttséget vezető gróf Apponyi Albert unokahúga volt.
A padokat és a padlózatot alkotó kövezetet Eötvös Jolánta adományozta, akár csak a színes üvegablakokat, amelyek Waltherr Gida (teljes nevén:  Alszászi Waltherr Gedeon) budapesti katolikus üvegfestő művész alkotásai.  A Szent Pál apostolt és a Szent Józsefet ábrázoló üvegablakok Eötvös Jolánta fiainak(Inkey Pál és Inkey József) védőszentjei, emellett egy a holdsarlón álló Szűz Mária, egy Jézus az olajfák hegyén, egy egész alakos Jézus és egy Szent István Királyt ábrázoló üvegablak látható a templomban, az utóbbi az adományozó férjének Inkey István bárónak állít emléket.
A jelenlegi mennyezet freskók 1984-ből származnak, Závory Zoltán festőművész alkotásai. A bejárat felett Izsák feláldozása az Ószövetségből, a hajóban Jézus az apostolok körében, valamint Jézus kereszthalála és feltámadása van megörökítve. A szentélyben a korábbi mennyezet freskók megújításaként a Négy evangélista ábrázolása látható.

### Gyöngyösi Gergely Kiállítóház és Helytörténeti Gyűjtemény
A XIX. század második felében az Inkey családnak köszönhetően erőteljes fejlődésnek indult a község. Az első községháza is ebben az időszakban épült. 1894- ben megalakul az első iharosi tűzoltóság, Tűzrendőrség néven, melynek székhelye a községháza alsó szintje lett. Az épület emeletén két terem kerül kialakításra, a kisebbik volt az úgynevezett csendőrpihenő, ide szoktak betérni járőrözéseik alkalmával a csendőrök, illetve innen indultak mindig járőr körútra. A nagyobbik helyiség pedig a falugyűléseknek és faluvezetési üléseknek adott otthont. A két világháború után az épület községháza szerepet egyre inkább elvesztette, hiszen az Inkey család elüldözése után, a bárók egykori kiskastélya lett és jelenleg is az a községháza. Az épület ennek ellenére továbbra is szolgált közösségi összejövetelekre, hiszen a falu egyik első TV- je itt volt elhelyezve, az 1960-as években idejárt Tv- t nézni a felső falurész lakossága. Az alsó szinten maradt a tűzoltóság, majd később a felső szint kihasználatlansága után az egész épület a Tűzoltószertár elnevezést kapta. A 2000-es években az Ifjúsági Önkormányzat hosszabb, a polgárőrség csak névlegesen használta az épületet.
2012. december 29-én a jelenlegi községháza belső felújítását záró, átadó ünnepség alkalmával új megvilágításba került az épület helyzete. Akkor a faluvezetés és a pálos szerzetesrend akkori tartományfőnöke megegyeztek abban, hogy az épületnek új funkciót adnak. Bátor Botond pálos tartományfőnök felajánlotta, hogy a szerzetesek szívesen összeállítanak egy kiállítási anyagot az iharosiak részére. Így lehetne az épületből kiállítóházat létesíteni, illetve helytörténeti gyűjteményként működtetni azt. A pálosokkal pedig megérkeztünk Gyöngyösi Gergelyhez (szül. Gyöngyös, 1472 – 1531. december 2.), a rend egykori generálisához, aki a pálosok rendtörténetét írta meg a kezdetektől az 1500- as évekig. Ha már a szerzetesrend ötlete valósul meg egy olyan épületben, amely történeti kiállítóházként és helytörténeti gyűjteményként működik, akkor nem kell magyarázni, hogy miért a pálosrend történetírójáról, Gyöngyösi Gergelyről kapta a nevét!
Jelenleg 3 egész és egy csonka kiállítás található az épületben. Az emeleten a Pálosokról készült életkép sorozat látható, melyet eredetileg nem ide készült, de megkaptuk a kiállítási anyagot végül is. Látható egy csonka kiállítás a község középkori templomának régészeti feltárásáról egy táblakép formájában, a cél ezzel az, hogy a feltárt leleteket szeretnénk visszahozatni Iharosba, és itt a Kiállítóházban kiállítani majd őket, továbbá előkészítés alatt a helytörténeti kiállítás is. A földszinten kettő kiállítás látható, az egyik egy helyi származású festő- és grafikus művész Borszéki Ildikó tusrajz munkáiból készült „Az én városom Kanizsa” címmel, melyben Nagykanizsa jelentősebb épületei láthatók, mind világi és mind egyházi részről. Sajnos Ildikó már nincs köztünk, nyughelye az iharosi temetőben található. A kiállítási anyagot, édesanyja, a település nyugdíjas tanító nénije Borszéki Lajosné bocsátotta rendelkezésünkre. Az alsó szint másik kiállítása a falusi konyhák régi kellékeiből a falvédőkből állt össze, melyben a következő főbb témák lelhetők fel, szerelem, párválasztás, házimunka, valamint vallás és hit témája.

### Tájház
A lakóépület 1896-ban épült Iharos ősi település központjában. A műemlék római katolikus templom szomszédságában található. A lakóépület a századforduló jellegzetes paraszti építészeti stílusát hordozza magában, mint a 3. traktusos belső funkcionális és hosszirányú nyeregtetős formai és díszített homlokzati kialakításával. A jelenleg tájházként használt épület egyben a falu egyik legrégebbi lakóháza volt. A ház a Posits család tulajdona volt, amelyet 2011-ben az örökösök az önkormányzat számára térítésmentesen átadtak, ezt követően kezdődött meg a nagyon rossz állagú lakóház felújítása, a hátsó szobát és a kamrát szinte teljesen újjá kellett építeni, melyet az önkormányzat a saját munkásaival valósított meg.
A tájházhoz tartozó udvaron melléképületek is találhatók, úgy mint egy három fiókos disznóól, egy istálló, amely egy kamra részt is tartalmaz. Jelenleg bemutató jelleggel az önkormányzat, mint tulajdonos, a falusi porta állatvilágát megelevenítve az istálló előtti baromfiudvarban tyúkokat, kakast, libát és kacsákat tart. A disznóólban pedig őshonos magyar fajtaként mangalica sertést.
A tájház udvarán felállítottak egy 1880-as évből származó szőlőprést, amelyet egy elbontott szőlőhegyi pincéből adott a tulajdonos át az önkormányzatnak.
A lakóépületben a helyiségek funkcióik szerint vannak berendezve a régi paraszti világ eszközeivel és bútoraival. A házban egy előszoba található, amelyből nyílik szinte minden fontosabb helyiség, úgy mint az elülső nagyszoba, a konyha, a padlásfeljáró és a hátulsó szoba. A konyhából egy kisebb kamra nyílik, mint minden parasztháznál. A nagyszoba alatt egy téglaboltozatos tároló pince található utcafronti bejárattal.

### Báró Eötvös Józsefné síremléke
Szintén az iharosi temetőben nyugszik Eötvös Józsefné, a nagy író és kultuszminiszter özvegye, aki lánya házassága révén került Iharosba. Eötvös Jolánta 1866-ban kötött házasságot báró Inkey Istvánnal, ebből adódóan többször is jártak szülei Iharosban. 1871-ben meghalt Eötvös József. Felesége ekkor költözött vidékre a lányához és itt is élt egészen haláláig, 1913-ig.

### Kiskastély
A jelenlegi községháza épület eredetileg az Inkey család öreg kastélyaként épület, majd  amikor 1860-ban báró Inkey Lajos megépítteti a háromszintes szecessziós stílusú villakastélyát, onnantól a kastély udvarházaként funkcionál, a köznyelvben a kiskastély elnevezéssel emlegetik. Az épület valamikor az 1800-as évek első felében épült, építésének pontos idejét nem ismerjük. Legismertebb lakója báró Vásárosnaményi Eötvös Józsefné született Barkóczy Rosty Ágnes, aki férje a híres magyar író és kultuszminiszter 1871- ben bekövetkezett halála után költözött Iharosba, Eötvösné lánya ugyanis báró Inkey István földesúr felesége volt. Az egyszerű falusi néppel jó kapcsolatot ápolva, végső akarata is az volt, hogy a nép között szeretne örök nyugodalmat találni, „Férjem a nemzet halottja lett, én a nép halottja kívánok lenni, ezért halálom után ne tegyetek a kegyúri templom kriptájába, hanem a temetőben szeretnék nyugodni”. Ezzel az idézettel magyarázzák, hogy miért az Iharosi temetőben és nem katolikus templom altemplomában az Inkey család tagjai között van a sírhelye. A temetésén jelen volt fia Eötvös Loránd, a híres fizikus is, aki sokat vendégeskedett szintén a kiskastély épületében és édesanyja temetése előtt is itt szállt meg.
Az épület sorsa a Világháborúk után, eléggé kalandos utat járt be, mire kialakult a mai formája. 1945 után az Inkey család iharosi ágának utolsó férfi tagja báró Inkey István (a köznyelvben csak Pista báró), 1948-ig a kommunista hatalom átvételig ebben az épületben élt, majd innen emigrált Kanadába. A következő években TSZ. Irodaként, és Tanácsházaként szolgált, majd amikor a TSZ. egyesület a szomszédos iharosberényivel, utána posta, tanácsház, kultúrház és könyvtár funkcióval működött, mely funkciói nagyobbrészt a rendszerváltásig megmaradtak.
A rendszerváltást követően, a 2000-es években történt több funkciómódosulás az épületben, melynek utána jelenleg, könyvtár és információs iroda, a 2003-as 600 fő alatti települések posta bezárása óta az önkormányzat által fenntartott postai szolgáltató hely működik. A település képviselő- testülete itt ülésezik, a polgármester irodája, valamint klubhelyiség és kulturterem is található az épületben. A tárgyaló teremben Magyarországon egyedülálló módon a Kárpát- medence középkori templomainak a Szent László freskóiról készült 26 táblaképes állandó fotókiállítása tekinthető meg.
Az épület udvarán 2014-ben állított szabadságharcaink emlékét őrző ikerkopjafa áll, ünnepi megemlékezéseken itt zajlanak a koszorúzások. 2018-ban a település első írásos említésének 750. évfordulója alkalmából emléktáblát avatott az önkormányzat a községháza falán báró Eötvös Józsefné emlékére.

### Középkori romtemplom
A középkori Iharos települése a mai temető alatti mezőben helyezkedett el, ezt támasztja alá az ott talált nagymennyiségű cserép lelet is. A falutól feljebb kisebb dombon állt annak középkori temploma, melynek régészeti feltárását 2009-ben kezdték meg és 2013-ban fejezték be. Az épületnek nyugaton egy téglalap alakú, templomhajónál alapozásában szélesebb,  11x6,6 méteres tornya volt. Feltételezhetjük, hogy a két épületrész földfeletti része egyforma széles volt, csak az alapfalak vastagsága különbözött. A torony masszív, 2,2 méter széles alapozása 28-29x5-6x13-14 cm nagyságú téglákból készült, 5–7 cm-es vastagságú  agyagréteget döngöltek a téglasorok közé. Sarkain a falak meghosszabbításában, azoknál keskenyebb támpillér-alapozásokat bontottunk ki. A nyugati homlokzaton 55-70x130 cm-es, déli és északi toronyfal nyugati végéhez csatlakozva, 35-40x85 cm-es alapok voltak. A megmaradt téglák elhelyezkedése alapján a támpilléreket biztosan együtt építették a toronnyal. A támpillér-alapok kisebb méretének az lehet az oka, hogy a torony széles alapozásánál keskenyebb volt a felmenő fala, így a tornyot erősítő támpillér részben a fal alapozására épült. Viszonylag magasan maradt meg a keleti toronyfal alapozásának középső része, amely talán arra utal, hogy itt nem volt álló fal, amit az alapozások újkori kiszedéskor követhettek, a torony az alsó részén nyílt lehetett a hajó felé. Alsó részén két vagy három ívvel nyitott előcsarnokszerű térrel, az emeleti részén karzattal számolhatunk. A templom hajójának és vele egy szélességű szentélyének a toronyénál keskenyebb, 1,5-1,7 m széles, hasonló technikával, ugyanolyan téglákból készülő alapozása volt. Az északi oldalon, a torony belső, keleti falától 4,2 métere a diadalív alapárkát találtuk meg, a déli oldalon lévő párja, az itteni erős bolygatás miatt, sajnos nem volt jól követhető. A diadalív- alapozástól keletre kissé mélyült az alapozás, a támpillérek is ekkor jelentkeztek. Idáig tarthatott a templom viszonylag kisebb méretű hajója, amelyhez egy nagyobb, hajóval nagyjából megegyező méretű szentély csatlakozott. Szélességük is hasonló, belül nagyjából 6,9, kívül 10 méter lehetett. A templomhajó kis méretét ellensúlyozta és talán magyarázza a széles torony alsó szintjének a hajó felé való megnyitása.
Az egyenes záródású szentély nyugati indulásakor merőleges helyzetű támpillérek álltak, amelyek közül az északi 120x130 cm-es alapozása maradt meg jobb állapotban. A délkeleti és északkeleti sarkokon, a falak folytatásában, L alakban épült egy-egy újabb támpillér-pár. A keleti fal északi meghosszabbításában 120x150 cm-es, az északi és déli fal keleti meghosszabbításába 150 cm méter hosszú alapozású támpillérek voltak. Az szentély keleti fala belül 11,25 m, külső oldalán 12,80 m-re van a torony keleti falától. A toronnyal együtt az épület 19,5 nagyságú volt, tájolása a nyugat-keleti iránytól kissé délnyugat felé tért el. Téglából épült, csak két faragott kőtöredéket találtunk. Az épület egykori kifestéséről freskótöredékes vakolatdarabok tanúskodnak. A bemutatott épület templom legkorábbi fázisaként azonosítható alapfalai nem metszenek sírokat, viszont sírok a falakhoz igazodnak. A templom jellegzetességei, szóba jöhető párhuzamai a 13-14. századra, azon belül is inkább a 13. század 2. felétől keltezik. A legtöbb hasonlóságot a Balaton- Felvidéken található Boldogasszony Dörgicsei Templomrom mutat, hiszen annak is hasonló masszív téglalap alakú tornya van, és korban is körülbelül ugyanakkor épülhetett mint az iharosi.
Az 1330-as években, a pápai tizedjegyzékben már említetik, mivel másik templomnak nincs nyoma, feltehetőn már állt ekkora. A forrásokból tudjuk, hogy a templomot a török időkben, a pogányszentpéteri pálos kolostorral egyetemben, majd 18. században is megújították. Valamelyik ilyen átalakításhoz kapcsolódik az épület keleti irányú, félköríves záródású szentéllyel való bővítése, amellyel az épület hossza 25,5-26 méterre nőtt. Talán ekkor építhették a délről csatlakozó 7,8x6 méteres sekrestyét is, amelynek széles alapozását az magyarázhatja, hogy 18. századi források alapján kétszintes volt, oratórium volt felette.
Nemrég az alapfalak rekonstrukciójának 2. üteme valósult meg, ezzel láthatóvá vált a török idők környékén épült félköríves szentélybővítés, az egyenes záródású középkori szentély és a hajó északi fala a gótikus támpillérekkel, továbbá a déli falszakasz a torony becsatlakozásig. Még feladat a teljes torony alapfal és a dél felől lévő sekrestye alapfalak bemutatása. Végezetül pedig szeretnék megmagasítani az eredeti középkori falszakaszokat az egyenes záródású szentélyig bezárólag kb 100- 150 centiméter magasságig.

### Az egykori kastélypark
Az iharosi Inkey Kastélypark kialakítása az 1800-as évek elején kezdődött, amikor is megépült a család úgy nevezett öreg kastélya, vagy másik néven a kiskastély, ami jelenleg a település Községházának otthont.  1860-ban Inkey Lajos három szintes kastélyt építtetett, szecessziós stílusú villa kastély jelleggel. A kastélyhoz aztán folyamatosan alakították ki a francia park elrendezésű sövényeket, gruppokat és nagyon sok fakülönlegességet telepítettek. Inkey Pál idején, aki a 20. század első évtizedeiben a térség országgyűlési képviselője is volt,  érte el a teljességét a család gazdasága. Az erdő és vadgazdasága országos eredményeket mutatott fel, amelyhez nagyban hozzájárult kitűnő erdésze, a morva származású Metzli Kamill szaktudása is. Ő fejlesztette tovább a kastélyparkot, kialakítva a napjainkban is látható növényvilág elrendezését. A kastélypark jelenleg egy közel 5 hektáros területen fekszik. Neki köszönhetjük a részben iharosi közigazgatás alatt álló Ágneslaki Arborétum létesítését is, amely közel 40-fajta fenyőt tartalmaz. Ágneslak a báró Felső-Magyarországról származó, Sztankovánszky Ágnes nevű feleségéről kapta a nevét. Az arborétum jelenleg a SEFAG Zrt. Iharosi Erdészetének kezelésében áll.
2017-ben a Magyar Történelmi Családok Egyesülete azzal az ötlettel kereste fel a SEFAG Zrt. Iharosi Erdészetét és az Iharosi Önkormányzatot, hogy a kastélypark területén fákat szeretnének ültetni magyar nemesi családok emlékére, köztük a park egykori tulajdonosainak a báró pallini Inkey családnak is. A fák telepítésének helyéül a 2005-ben készült, de azóta már több ponton módosított  közhasználatú Inkey Park Közjóléti Fejlesztési Tervében szereplő fásítási helyeket vették alapul. A három oldalú összefogás eredményeként 36 család emlékére lettek elültetve a fák 2017. október 28-án. A park újonnan telepített része a NEMESEK LIGETE elnevezést kapta.

### Iharosi Vadfarm
Az iharosi Szőlőhegy Badacsony vagy Kupahegy elnevezésű domb vonulatán található az Iharosi Vadfarm. A dombhát neveinek eredetét illetően több magyarázat is kínálkozik. A régi, öregek szerint a szőlőhegy legmeredekebb dombja, ezért kapta a Badacsony elnevezést, másik magyarázat szerint a távolabbi erdők irányából nézve hasonlóságot mutat a Balaton- felvidék hegyével, a Badacsonnyal. A Kupahegy elnevezés egyik variáció szerint a szőlőtermesztés hozadékaként a boros kupára utalhat, míg a másik, bár nem bizonyított tény, akár a Koppány férfinév módosult névalakjából is eredhet, ahogy az Somogy vármegye egykori ispánsági központja esetében Somogyváron is a Kupavár- hegy nevet viseli.
A vadfarmot egy helyi családi vállalkozás üzemelteti, elsősorban dámszarvas tenyésztéssel foglalkoznak. Az élőállat értékesítésén túl az általuk tartott vadfaj társadalommal történő megismertetése is cél, ezért előzetes bejelentkezés után szívesen várnak minden látogatót a farmra. Fontosnak tartják, hogy a gyerekek ne csak az iskolapadba ülve, tankönyvekben lássanak vadat, ne csak fényképeken találkozzanak velük, hanem akár megsimogatva, megetetve őket, testközelből ismerjék meg ezt a csodálatos fajt.. Osztálykirándulások, állatok világnapja alkalmával szívesen tartanak csoportoknak előadást, decemberben pedig a Mikulás szokta meglátogatni a farmot és az érdeklődő családokat.

### Szent László-szobor
A templomkertben, pedig a falu első köztéri szobraként felállított Szent László Királyt ábrázoló életnagyságú szobor, amelyet a fiatalon, tragikusan elhunyt Blatt Vince emlékére emeltetett a családja 2009. július 5-én a X. Iharosi Szent László Napok alkalmával. Az alkotás Major Lajos vonyarcvashegyi szobrász keze munkáját dicséri. Azóta minden évben a helyi Szent László Napok ünnepségei keretében megkoszorúzásra kerül a lovagkirály szobra, önkormányzati, civil szervezeti és egyházi képviselet részéről is.

### Kerekes kutak
A településen 5 köztéri kerekes kút található, melyeket ritkaságszámba menő mivoltuk miatt 2003-ban helyi védettség alá helyezett a települési önkormányzat. Három közülük kimondottan jelentős építészeti emléknek számít: a Kossuth utcában, a katolikus templom mögött álló úgy nevezett Mester-kút, az egykori Kanász köz melletti kút, valamint a szintén, a Rákóczi utcában található másik kerekes kút.

### Ágneslaki Arborétum
A falutól nyugatra, kisebb részt iharosi nagyobb rész porrogi közigazgatás alá eső területen egy halastavakkal és erdőkkel körbevett félszigeten, található az Ágneslaki Arborétum és Vadászház, amely mediterránt idéző éghajlata miatt az örörkzöldek övezete.  A századforduló után, 1920-ban báró Inkey Pál iharosi földesúr elképzelései szerint a morva származású Metzli Kamill uradalmi főerdész tervezte és telepítette el a vadászház környékén kialakított arborétumot.A cirbolya-, balzsam-, japán- és kaukázusi fenyők mellett ciprusok és cédrusok is megtalálhatók itt.A lombhullatók között az ámbrafa, a piramistölgy, az újjas juhar, a tulipán- és liliomfa is gazdagítja a természeti környezetet.A 94 fafaj több, mint ezer példánya gyönyörködteti a látogatót.  A tulajdonos 1934-ben építtette a nyári lakot, melyet feleségéről, Sztankowánszky Ágnesről (és nem Stankowsky, ahogy azt sok helyütt helytelenül említik) Ágneslaknak nevezett, ma is így közismert.A tájesztétikai értéke és fekvése miatt is egyedülálló kertet a SEFAG Zrt Iharosi Erdészete gondozza.